# Alayah Pilgrim
Alayah Pilgrim   (Muri, 29 d'abril de 2003) és una futbolista suïssa d’ascendència marroquina. Juga a l’AS Roma i a la selecció suïssa.

## Carrera

### Clubs
Pilgrim va començar a jugar a futbol als sis anys als equips masculins del FC Muri. L’any 2017, amb catorze anys, va passar a l’equip femení sub-17 del FC Aarau, però va continuar entrenant amb els equips juvenils durant un temps. L’any 2018 va ascendir al primer equip i va jugar durant dos anys a la Lliga Nacional B. El 2020 va fitxar pel FC Basel, de la màxima categoria suïssa. Va acabar la seva primera temporada amb el Basilea en quarta posició. A la temporada 2021-22, el Basilea va tornar a quedar quart i es va classificar per a les semifinals del play-off contra el Servette Chênois, que va perdre ajustadament en la tanda de penals. El juny de 2022 va fitxar pels campions suïssos vigents, el FC Zurich femení, i Pilgrim hi va signar un contracte de tres anys. Va declarar que no volia marxar a l’estranger malgrat haver rebut ofertes de la Bundesliga alemanya. El 28 de setembre, Pilgrim va marcar el seu primer gol amb el FCZ en el partit contra el Sarajevo. El 19 d’octubre de 2022 va debutar amb el FCZ a la Lliga de Campions contra el club italià Juventus. Al final de la temporada, ella i l’equip van guanyar el campionat de lliga suís.
El gener de 2024 va fitxar, en plena temporada, per l'AS Roma, de la primera divisió italiana. El seu primer any va estar marcat per diverses lesions, motiu pel qual només va disputar pocs partits.

### Selecció nacional
Pilgrim ha jugat fins ara amb les seleccions suïsses sub-16, sub-17 i sub-19. L’any 2019 va jugar amb la selecció sub-17. A l’octubre va patir un trencament de lligaments al peu. Mig any més tard, va marcar quatre gols en un partit internacional de la selecció sub-17 contra Dinamarca. En total, va disputar sis partits amb la selecció sub-17 i hi va marcar set gols.
Per al partit contra Dinamarca de l’11 de novembre de 2022, Pilgrim va ser convocada per primera vegada amb la selecció absoluta, però no hi va poder participar a causa d’una malaltia. Formava part de la preselecció per al Mundial de 2023, però finalment no va ser inclosa a la llista definitiva. Posteriorment, va rebre una oferta per disputar el torneig amb la selecció del Marroc, opció possible perquè el seu pare és marroquí i encara no havia debutat amb Suïssa. No obstant això, va rebutjar-la, afirmant que volia jugar pel país on havia crescut i s’havia format. El seu objectiu era disputar l’Eurocopa de 2025 amb Suïssa.[2] El seu debut amb la selecció absoluta es va produir el 22 de setembre de 2023, en un partit de la Nations League contra Itàlia. Va entrar al camp al minut 80 i va revitalitzar immediatament l’atac suís. Els mitjans la van qualificar com un «raig de llum ofensiu» i van descriure el seu debut com a «fulgurant». El 31 d’octubre de 2023, va marcar el seu primer gol amb la selecció en el partit contra Espanya, que va acabar amb un resultat de 1–7.

## Èxits
- Lliga suïssa: 2023
- Lliga italiana : 2024

## Vida personal
Pilgrim va fer una formació com a tècnica en cures auxiliars de salut a l’Hospital de Muri, que va completar l’estiu del 2021. Des del 2019 manté una relació amb el futbolista Elijah Okafor. A més de la seva carrera esportiva, guanya diners com a influenciadora. Ha declarat que el seu referent és Sam Kerr.